# SN 2006kk
SN 2006kk – supernowa typu Ia odkryta 28 września 2006 roku w galaktyce A002739+0038. W momencie odkrycia miała maksymalną jasność 22,80m.